# Diederik Foubert
Diederik Foubert (nascido em 12 de julho de 1961) é um ex-ciclista belga que competia em provas tanto de pista, quanto de estrada.
Representou seu país, Bélgica, na corrida de 100 km contrarrelógio por equipes nos Jogos Olímpicos de Verão de 1980. A equipe belga terminou na décima posição.